# Idaea korbi
Idaea korbi is een vlinder uit de familie spanners (Geometridae). De wetenschappelijke naam was oorspronkelijk Ptychopoda Korbi en werd voor het eerst geldig gepubliceerd in 1917 door Rudolf Püngeler.
De soort komt voor in Europa. De soort is genoemd naar de vrouw van Max Korb die ze in 1912 op een van hun expedities ontdekte in de buurt van Cuenca (Castilië-La Mancha).